# Hoodrush
Hoodrush es una película de suspenso musical nigeriana de 2012 escrita, producida y dirigida por Dimeji Ajibola. Está protagonizada por OC Ukeje, Bimbo Akintola y Gabriel Afolayan. Recibió dos nominaciones en la novena edición de los Premios de la Academia del Cine Africano, de los cuales Gabriel Afolayan resultó ganador en la categoría Mejor Actor en un Papel de Reparto.

## Sinopsis
La película cuenta la historia de los desafíos que enfrentan dos hermanos en su intento por participar en concursos de talentos musicales.

## Elenco
- OC Ukeje como Shez Jabari
- Bimbo Akintola como Alhaja Khadijah
- Gabriel Afolayan como Tavier Jabari
- Chelsea Eze como Shakira
- Ijeoma Agu como Kelechi

## Recepción
Recibió críticas en su mayoría positivas. Nollywood Reinvented elogió la película por su música hermosa y bien compuesta y le otorgó una calificación del 69%, indicando que "el velocímetro al principio puede haber sido promedio, pero creció como una novela interesante de la que uno tenía dudas, pero se alegró de leerlo hasta el final. Es una buena película". Pero para Sodas and Popcorn, habría sido mejor con menos canciones, dando una calificación de 4 sobre 5, su reseña menciona "Fue un guión muy hermoso lleno de mucho suspenso, intriga, emoción y un poco de buena acción y mi menos favorito, el canto. Los recuerdos eran hermosos, las escenas de sexo eran de primera categoría, las escenas de lucha eran realmente creíbles, incluso mejores que algunas de Hollywood".

## Premios
"Hoodrush" recibió dos nominaciones en la novena edición de los Premios de la Academia del Cine Africano. También recibió once nominaciones en los Nollywood Movies Awards de 2013, incluida la categoría "Mejor película".

### Premios de la Academia del Cine Africano
- Premio AMAA 2013 al mejor actor en un papel secundario (Ganador)
- Premio AMAA 2013 banda sonora (nominado)

### Nollywood Movies Awards
- Mejor película
- Mejor actor principal (Ganador)
- Mejor actriz principal
- Mejor actor de reparto
- Mejor actriz de reparto
- Mejor Director
- Mejor edición
- Mejor diseño de sonido
- Mejor guion original
- Mejor banda sonora (Ganador)
- Mejor estrella en ascenso (masculino)
- Mejor estrella en ascenso (femenina)